# Grønlands politik
Grønlands politik har undergået dramatiske forandringer gennem det seneste århundrede, lige fra løsningen af konflikter på bopladserne under den danske kolonisering til det nuværede selvstyre.

## Fra anarki til forstanderskaber
I begyndelsen af 1800-tallet stod det grønlandske samfund uden lovlige ledere idet kirken alias Hans Egede havde gjort angakokken ulovlig. Angakokken var inuitternes gejstlige, verdslige og lægelige ledere.  For at skabe et nyt lederskab blev det (efter flere årtier) fra danskes side foreslået at danne forstanderskaber. Forstanderskaber var lokale råd bestående af danske embedsmænd og en anset fanger fra hver boplads i distriktet. Formålet var at højne levestandarden. 
Som forsøg fik Hinrich Rink lov til, at disse forstanderskaber i 2 år måtte, under hans ansvar, indføres ved de kolonier, han fandt det passende, og efter en del famlen blev forstanderskaberne indført i Sydgrønland ved "Foreløbige Bestemmelser af 7. Maj 1862" og d. 1. maj 1863 udstedtes lignende bestemmelser for Nordgrønland. Bemærk at Østgrønland ikke indgår i disse overvejelser. 
Efter at Danmark havde taget de første skridt til demokrati i midten af 1800-tallet, fulgte Grønland efter. I 1862-63 var der valg til de såkaldte Forstanderskaber. De skulle fungere som repræsentative organer i de grønlandske distrikter. Inden valgene var det storfangerne, der bestemte på bopladserne, og det ændrede sig ikke stort efter valgene. Storfangerne havde sat sig på de fleste pladser i forstanderskaberne.

## Landsråd
I 1911, fik Grønland to landsråd – et i nord og et i syd. Men rådene havde kun en minimal indflydelse. Det meste af politikken blev stadig fastlagt i København. Fra ca. 1911 blev læreruddannelsen og skolevæsenet forbedret og der blev oprettet folkevalgte kommunal- og landsråd. 
Efter at den 2. verdenskrig brød ud i 1939 foregik det politiske styre af Grønland fra Godthåb, og muligheden for en større grønlandsk indflydelse efter krigen voksede derfor frem. Grønlandske og danske politikere nedsatte i 1948 "Grønlandskommissionen", der afgav betænkning i 1950. I 1953 blev Grønlands kolonialstatus opgivet, og den danske Grundlov kom også til at omfatte Grønland, hvilket indebar, at grønlænderne inden for en overskuelig fremtid skulle sidestilles økonomisk og retligt m.v. med befolkningen i Danmark.

## Landstinget
Den 1. jan. 1979 fik Grønland sit eget Hjemmestyre der efterhånden overtog ansvaret for en lang række samfundsområder. I 2009 overgik Grønland fra hjemmestyre til selvstyre efter en stor del af den grønlandske befolkning sagde ja til øget grønlandsk selvstyre i en folkeafstemning den 25. september 2008. 
Grønlands parlament er Inatsisartut (Landstinget), hvor alle beslutninger der angår Grønlands indre styrelse tages. Landstinget har 31 medlemmer og mødes to til fire gange om året i Nuuk. Parlamentet er valgt for en fireårig periode.
Efter hver afstemning til landstinget udpeges en forhandlingsleder (formanden for det parti der har opnået flest stemmer), der skal forsøge at danne en regerende gruppe ved navn Naalakkersuisut (Landsstyret). Hvis forhandlingslederen kan skaffe et flertal af mandater evt. i en koalition, indstiller vedkomende medlemmerne til Naalakkersuisut. Medlemmerne skal formelt godkendes af Inatsisartut (Landstinget) på et konstituerende møde. Forhandlingslederen bliver herefter officielt Landsstyreformand.
Områder som Grønland og Danmark er fælles om, kan kun afgøres i samarbejde mellem Landstinget og Folketinget. Disse anliggender omfatter bl.a. udenrigs- og forsvarspolitik, politi og domstole, valuta samt hele råstofsområdet.
De offentlige udgifter i Grønland finansieres ved hjælp af bloktilskuddet fra Danmark, som i 2007 udgør 3.202,1 mio., samt skatter og afgifter. Hertil kommer indtægter fra salg af fiskerilicenser og den årlige kompensation fra EU, der udgør 280 mill. kr. pr. år. Selvstyrets årlige udgifter udgør ca. 6 mia. kr.
Siden 1953 har Grønland som bestemt i Grundloven valgt to medlemmer til Folketinget. De to Grønlandske folketingsmedlemmer vil sammen med to tilsvarende valgte medlemmer fra Færøerne udgøre Den Nordatlantiske Gruppe i Folketinget.

## Grønlands partier
- Siumut betyder "fremad". Partiet er et socialdemokratisk parti, der støtter en blandingsøkonomi. Det er det ældste parti i landet og var kraften bag Hjemmestyrets indførelse og bestemmelsen om at Grønland ikke skulle være med i EU. Siumut har ledet Grønlands regering siden indførelsen af hjemmestyret i 1979 med undtagelse af perioden 2009-2013.
- Atassut betyder "samhørighed", er et politisk parti med en særlig grønlandsk liberalistisk grundholdning, med dybe rødder i den gamle grønlandske kultur. Partiet støtter ønsket om selvstændighed, men mener dette kan ske ved at modernisere rigsfællesskabet med Danmark og arbejder for at Grønland bliver medlem af EU.[4]
- Inuit Ataqatigiit (IA) betyder "forenede inuitter". Partiet er et socialistisk parti, der arbejder for at Grønland bliver anerkendt som et selvstændigt folk og lige muligheder og vilkår for alle i det grønlandske samfund.
- Demokraterne (grønlandsk: Demokraatit) er er et socialliberalt parti, der arbejder for at skabe ligeværdige muligheder og vilkår for borgerne i Grønland. Demokraterne arbejder for selvstændighed, men først når Grønland er i stand til at klare sig ved hjælp af landets naturlige ressourcer og dermed uden bloktilskud fra Danmark.
- Naleraq er er et socialliberalt parti, der tager udgangspunkt i borgernes vilkår i Grønland. Naleraq arbejder for selvstændighed ved at fremme troen på landets befolkning, og udvikling af denne ved at tage ansvar i stedet for at forlade sig på importeret arbejdskraft til alle højere stillinger. Partiet har stemt imod at lade Danmark finansiere landets nyeste prestigeprojekt (lufthavnsprojektet), da dette medfører en centralisering og afgiver kontrol og ansvar til Danmark.
- Samarbejdspartiet (grønlandsk: Suleqatigiissitsisut) er et grønlandsk socialliberalt parti stiftet i 2018 af udbrydere fra Demokraterne. Partiet går ind for øget samarbejde i rigsfællesskabet, sproglig ligestilling mellem grønlandsk og dansk, øget tilflytning til Grønland og bedre integration af tilflyttere; samt mere støtte til socialt udsatte, herunder særlig seksuelt krænkede børn og unge.